# Thomas P. Hejle
Thomas Peter Hejle (født 20. januar 1891 i Sønder Saltum i Saltum Sogn, død 23. oktober 1952 i København) var en dansk lærer, skuespiller og manuskriptforfatter.
Han var højskolelærer 1913-1918 og tog lærereksamen fra Skårup Seminarium i 1918. I 1919 tog han til København, hvor han var lærer ved Østersøgades Gymnasium indtil 1922. Han var interesseret i skuespillet og var på Dagmarteatret en enkelt sæson, og havde desuden en mindre birolle i den stort opsatte danske stumfilm Atlantis (1913). I 1924 skabte han Dansk Skolescene, som havde som hensigt at kombinere teater med skolen ved at tilbyde skoleelever landet over adgang til professionelt turneteater. Han var økonomidirektør for Dansk Skolescene i årene 1924-1925 og leder fra 1928. Senere tog han initiativ til oprettelsen af Dansk Kulturfilm, der skulle udvikle fremstilling og brug af skolefilm. I 1938 skrev han manuskriptet til filmen Kongen bød, omhandlende stavnsbåndets ophævelse. I årene 1938 til 1946 var han leder af Statens Filmcentral. I 1948 grundlagde han Dansk Skolecenters Ungdomshus på Nørrevold i København, som han ledede frem til sin død i 1952. Ungdomshuset er siden navngivet Thomas P. Hejles ungdomshus.
Thomas Hejle blev gift 10. september 1926 med Gerd Levy (1899-1991). Han er begravet på Vester Hjermitslev Kirkegård.